# 173 av. J.-C.
Cette page concerne l'année 173 av. J.-C. du calendrier julien proleptique.

## Événements
- 26 novembre 174 av. J.-C. (15 mars 581 du calendrier romain) : début à Rome du consulat de Lucius Postumius Albinus et Marcus Popillius Laenas[1].
  - Le consul M. Popilius Laenas attaque, sans motif connu, les Statiellates, peuple ligure établi au nord de Gênes. Il les écrase devant Carystum, leur capitale, les fait vendre comme esclaves après leur soumission et met leurs biens à l’encan. Le Sénat lui ordonne de racheter les  Statiellates  et restituer leurs biens, mais le consul établit ses troupes en quartier d’hiver à Pise avant de se présenter au Sénat pour faire annuler sa décision, ce qu'il n’obtient pas[1].
  - Appius Claudius est envoyé en Thessalie pour mettre un terme à la lutte sociale entre les Thessaliens et les Perrhœbes ; Marcellus exerce le rôle de médiateur auprès des Étoliens ; Eumène vient dénoncer à Rome les préparatifs de guerre de Persée de Macédoine, et une commission est envoyée à Pergame pour enquêter. Plus tard, elle se rend en Égypte pour renouveler le traité avec Cléopâtre, régente de Ptolémée VI, puis auprès du séleucide Antiochos IV pour renouveler le traité d'amitié signé avec son père pour renouveler et régler la question des arriérés d'indemnités dues depuis la paix d'Apamée[2].
  - Les autorités romaines expulsent les philosophes épicuriens Alceus et Philiskos sous prétexte que leur théorie corrompt la jeunesse[3].
  - Expulsion de Rome d’émigrants Latins et Italiens qui s’infiltraient dans la ville et dans la citoyenneté[4].
  - Enquête du consul L. Postumius en Campanie pour fixer les limites de l'ager publicus (territoire public), largement usurpé par les particuliers[5]. Le tribun du peuple M. Lucretius promulgue en 172 une loi agraire prescrivant aux censeurs de louer à des usufruitiers le territoire campanien[6].
  - Sous l’impulsion de M. Aemilius Lepidus, les terres de Cispadane (Émilie), sont assignées en lots de 10 jugères pour les Romains et de trois jugères pour les alliés[7].
- 28 avril-3 mai : première édition des jeux annuels romains des Ludi Florales[1].

## Naissances
- Antiochos V, roi séleucide de Syrie.

## Décès
- Lucius Cornelius Lentulus, consul de la République romaine.